# العاشقة الحسناء
العاشقة الحسناء (بالهندية: हसीन दिलरुबा) هو فيلم هندي باللغة الهندية من نوع الرومانسية والإثارة صدر عام 2021، من إخراج فينيل ماثيو وكتابة كانيكا ديلون. يشارك في بطولته تابسي بانو وفيكرانت ماسي وهارشفرادان ران.
عرض الفيلم لأول مرة في 2 يوليو 2021 على نتفليكس، وحصل على آراء مختلطة من النقاد. رغم ذلك، أصبح "العاشقة الحسناء" الفيلم الأكثر مشاهدةً على نتفليكس من الأفلام الهندية لذلك العام، ودخل قائمة أفضل 10 أفلام في 22 دولة. صدر الجزء الثاني من الفيلم بعد 3 سنوات بعنوان عودة العاشقة الحسناء على نتفليكس في 9 أغسطس 2024.

## القصة
تبدأ القصة بظهور راني، وهي ربة منزل، خارج منزلها وهي تطعم الكلاب، عندما ينفجر المنزل فجأة، مما يُفترض أنه أسفر عن مقتل زوجها ريشاب "ريشو" ساكسينا. تعثر الشرطة على جثة محترقة بالكامل مع يد مقطوعة، وتتعرف راني عليها باعتبارها يد ريشو. تتناوب أحداث الفيلم بين الماضي (من خلال فلاش باك) والحاضر؛ حيث تتداخل حقيقة الانفجار مع تحقيق الشرطة الجاري في الوقت الحاضر.
يظهر الفلاش باك زواج راني وريشو المدبر، حيث وقع ريشو في حب راني على الفور، بينما تزوجته هي فقط لأن صديقها السابق قد هجرها. بقي التوتر والإحراج مسيطرين بين راني وريشو وعائلته بعد الزواج. أضف إلى ذلك فشل ريشو المتوتر في إتمام العلاقة الزوجية. في اليوم التالي، يسمعها وهي تخبر والدتها وعمتها عن فشله، فيشعر بالألم ويتوقف عن الاعتراف بها تمامًا، مما يؤدي إلى تدهور العلاقة بينهما. يأتي ابن عمه الجذاب ذو البنية القوية، نيل تريباثي، لزيارتهم، وتشعر راني بالانجذاب نحوه. سرعان ما تبدأ بينهما علاقة شغف، وتقع راني في حب نيل حتى إنها تتعلم طهي اللحم رغم أنها نباتية. لاحقًا، تخبر نيل بأنها تود الزواج منه، فيفزع ويهرب. تشعر راني بالألم وتبوح بالحقيقة لريشو. يصبح ريشو يكرهها، لكنه لا يزال يحميها من الآخرين الذين يلومونها على أفعالها.
في الوقت الحاضر، تقتنع الشرطة، التي تعرف بتاريخ العلاقة بين راني وريشو، بأن راني ونيل خططا وقتلا ريشو. تستخدم الشرطة اختبارات كشف الكذب ووسائل أخرى لاكتشاف دافعها. يجدون لقطات تظهر نيل وهو يهرب من المنزل قبل الانفجار بلحظات. كما يمسكون براني وهي تحاول الغش أثناء اختبار كشف الكذب عبر التلاعب بضغط دمها.
في الماضي، بعد أن تخبر راني ريشو بالحقيقة عن علاقتها بنيل، يتحول ريشو إلى شخص سادي ويقوم بتعذيب راني جسديًا عدة مرات ويحاول قتل نيل، لكن الأخير يطرحه أرضًا عندما يحاول قتله. وبالرغم من معاناتها، تتحمل راني الأمر كنوع من التكفير عن أخطائها، وتدريجيًا، يتصالحان ويقعان في الحب بشكل حقيقي ويصبحان مقربين جسديًا.
في سرد أحداث يوم الانفجار، تخبر راني الشرطة بأن نيل جاء لزيارتهم واندلع شجار بينهم. وبعدها، أراد ريشو تسوية الأمور مع نيل وطلب من راني الانتظار خارج المنزل. وقع الانفجار بعد ذلك بوقت قصير. تعرف الشرطة أنها تكذب، لكنها لا تستطيع العثور على أي دليل لإدانتها أو أي خطأ في اختبار كشف الكذب. في النهاية، تُبرأ راني وتغادر مركز الشرطة بابتسامة ساخرة.
يتضح في النهاية أن نيل جاء لابتزازهما باستخدام مقاطع فيديو لراني. يغضب ريشو ويهاجمه، فيشتبكان جسديًا. تضرب راني نيل على رأسه بقطعة من اللحم عندما كان هو المسيطر ويخنق ريشو. لتجنب السجن، يقومان بتزييف مسرح الجريمة، حيث يقطع ريشو يده ويضعها بجوار جثة نيل. يضبطان موقد الغاز لينفجر ويخرج ريشو من الباب الخلفي مرتديًا ملابس نيل. تخرج راني وتحصل على قطعة اللحم مقطعة لاحقًا لإطعام الكلاب. يحدث الانفجار ويغطي على أدلة الجريمة.
بعد خمس سنوات، بينما يغادر مفتش الشرطة البلدة، يشتري نسخة من كتاب جريمة قد ذكرت راني عنوانه عدة مرات في إفادتها. عند قراءة الكتاب، يدرك المفتش القصة الحقيقية لكنه لا يستطيع فعل شيء حيالها بعد الآن. ينتهي الفيلم بظهور راني وريشو معًا مجددًا، حيث يظهر ريشو بدون يده اليسرى.

## الممثلون
- تابسي بانو بدور راني ساكسينا
- فيكرانت ماسي بدور ريشاب "ريشو" ساكسينا
- هارشفرادان ران بدور نيل تريباثي
- أشيش فيرما بدور أفزار
- ياميني داس بدور لاتا ساكسينا
- دايا شانكار باندي بدور بريجرج ساكسينا
- أديتيا سريفاستافا بدور المفتش كيشور راوات
- سدهانت غيغادمال بدور أجيت
- ألكا كوشال بدور السيدة كاشياب
- أميت سينغ ثاكور بدور السيد كاشياب
- بوجا ساروب بدور بينا ماسي
- أتول تيواري بدور كبير المفتشين
- ديبيش جاغديش بدور نافرانغي
- عاشق حسين بدور راستوجي
- ألوك تشاترجي بدور غاندي
- أكاش ج. بدور الشرطي
- بريتي سينغ بدور بينديا
- شيام كيشور بدور ميسرا
- شيفاجي ساتام بدور أجينكيا

## وصلات خارجية
- العاشقة الحسناء على موقع IMDb (الإنجليزية)
- العاشقة الحسناء على موقع روتن توميتوز (الإنجليزية)
- العاشقة الحسناء على موقع قاعدة بيانات الفيلم (الإنجليزية)
- العاشقة الحسناء على موقع ليتربوكسد (الإنجليزية)
- العاشقة الحسناء على موقع كينوبويسك (الروسية)